# Năruja
Năruja est une commune roumaine située dans le județ de Vrancea.